# 카를로 디 팔마
카를로 디 팔마(이탈리아어: Carlo Di Palma, 1925년 4월 17일~2004년 7월 9일)는 이탈리아의 촬영 감독이다. 오랫동안 미켈란젤로 안토니오니와 우디 앨런과 함께 작업했다.

## 작품 목록
- 《붉은 사막》 (1964)
- 《욕망》 (1966)
- 《한나와 그 자매들》 (1986)
- 《9월》 (1987)
- 《앨리스》 (1990)
- 《맨해튼 미스터리》 (1993)
- 《브로드웨이를 쏴라》 (1994)